# Лендел, Вячеслав Тибериевич
Вяче́слав Тибе́риевич Ленде́л (род. 28 июня 1963, Рахов, Закарпатская область, Украинская ССР, СССР) — советский футболист, воспитанник закарпатского футбола. Выступал за клубы «Говерла» (Ужгород), СКА «Карпаты» (Львов), «Карпаты» (Львов) и ФК УАСО «Львы» (Чикаго, США). Нападающий.

## Биография
Первый тренер — Василия Гаджега. Начал играть в команде мастеров «Говерла» из Ужгорода, в 1981 году сыграл 40 матчей и забил 11 мячей. В том же году был вызван в юношескую сборную СССР.
В 1982—1989 гг. Лендел играл в составе львовского футбольного клуба СКА «Карпаты», за который отыграл 252 матчей в первой лиге и забил 67 голов, в Кубке СССР провёл 20 игр и забил 8 мячей. Сначала играл за дублёров, но после того, как в 1982 году стал чемпионом среди резервных команд первой лиги, его перевели в основу. Лучший бомбардир СКА «Карпаты» в первой лиге чемпионата СССР.
В 1985 году Лендел стал единственным представителем первой лиги, фамилию которого внесли в символический список «33 лучших игроков УССР», утверждённого президиумом Федерации футбола УССР. Позиция левых нападающих выглядела так: № 1 — Олег Блохин («Динамо», Киев), № 2 — Олег Таран («Днепр», Днепропетровск), № 3 — Вячеслав Лендел (СКА «Карпаты», Львов). В том сезоне Лендел забил 14 голов в ворота соперников.
В 1990 году перешёл в возрождённый футбольный клуб «Карпаты» (Львов). Летом того же года команда отправилась в заграничную турне по приглашению украинской диаспоры в США, где провела 5 матчей. Лендел решил остаться в США, но не сумел подписать ни одного контракта. В итоге, время от времени выступал за клуб украинско-американского спортивного общества «Львы» как играющий тренер.